# منتدى صناعة الترفيه
منتدى صناعة الترفيه (Joy Forum19) وهو منتدى يختص بتعزيز تواجد السعودية على خارطة صناعة الترفيه بالمنطقة. ويتماشى إطلاق المنتدى مع رؤية المملكة 2030 المهتمة بتطوير صناعة الترفيه بالمملكة وتمكينها لتصبح مركزاً دولياً للمناسبات والفعاليات الترفيهية الضخمة، وقاعدة مهمة للشركات والمواهب المرتبطة بصناعة الترفيه، وبيئةً جاذبة للاستثمارات من خلال بناء شراكات قوية لإنشاء وتطوير واستثمار جميع المنصات ذات الصلة بالمملكة، بما في ذلك البنى التحتية والمرافق، في ظل التطورات التنظيمية التي يشهدها القطاع.
يستضيف المؤتمر الذي يُنظر إليه كنقطة تحول لمستقبل تطوير الترفيه في المملكة العربية السعودية، نخبةً من المتحدثين والخبراء والرؤساء التنفيذيين والأكاديميين العالميين والشركات المعنية بقطاعات الترفيه القائمة على المعرفة من داخل وخارج المملكة، إلى جانب حضور بعض مشاهير هوليود وبوليود.

## جوي 2019
أقيم المنتدى في دورته الأولى في فندق الريتز كارلتون بالرياض، في 14 صفر 1441 هـ الموافق 13 أكتوبر 2019م. بحضور رئيس مجلس إدارة الهيئة العامة للترفيه الأستاذ تركي بن عبدالمحسن آل الشيخ، وعدد كبير من الوزراء والمسؤولين وضيوف المملكة في مجال الترفيه على المستوى العالمي.